# Judy Amoore
Judith Florence Amoore surnommée Judy Amoore, née le 25 juin 1940, est une athlète australienne.

## Biographie
Aux Jeux olympiques d'été de 1964 à Tokyo, elle a remporté la médaille de bronze du premier 400 m féminin disputé aux Jeux olympiques derrière sa compatriote Betty Cuthbert et la Britannique Ann Packer. Aux jeux de l'Empire britannique et du Commonwealth de 1966, elle a remporté l'or sur le 440 yards et l'argent sur le 880 yards.
Sous le nom de Jude Pollock, elle a établi en 1967 un nouveau record du monde du 800 m avant de se retirer, enceinte, en 1968. Elle revint à la compétition en 1971, courant quelques-unes de ses meilleures performances pour se qualifier pour les Jeux olympiques d'été de 1972. Blessée, elle ne put courir à Munich et se retira à nouveau de la compétition.
En 1976, elle fit un nouveau comeback, se concentrant désormais sur le 800 m et le 1 500 m. Elle se qualifia pour ses troisièmes Jeux olympiques après avoir remporté le titre national sur 1 500 m et terminé deuxième sur 800 m.
À 36 ans, elle devenait la plus vieille athlète olympiques australienne aux Jeux olympiques d'été de 1976 à Montréal. Sur 800 m, elle manqua de peu la finale en signant pourtant avec 1 min 59 s 93 sa meilleure performance. Malgré un nouveau record personnel sur 1 500 m, elle échoua lors des séries.

## Palmarès

### Jeux olympiques d'été
- Jeux olympiques d'été de 1964 à Tokyo ( Japon)
  -  Médaille de bronze sur 800 m
- Jeux olympiques d'été de 1972 à Munich ( Allemagne de l'Ouest)
  - non-partante
- Jeux olympiques d'été de 1976 à Montréal ( Canada)
  - éliminée en demi-finale sur 800 m
  - éliminée en série sur 1 500 m

### Jeux de l'Empire britannique et du Commonwealth
- Jeux de l'Empire britannique et du Commonwealth de 1966 à Kingston ( Jamaïque)
  - 4e sur 220 yard
  -  Médaille d'or en relais 440 yard
  -  Médaille d'argent en relais 880 yard

## Records
- record du monde du 800 m en 2 min 01 s 0, le 28 juin 1967 à Helsinki (amélioration du record détenu par Ann Packer, sera battu par Vera Nikolic).

## Sources
- (en) Cet article est partiellement ou en totalité issu de l’article de Wikipédia en anglais intitulé « Judy Amoore » (voir la liste des auteurs).